# Оригамі

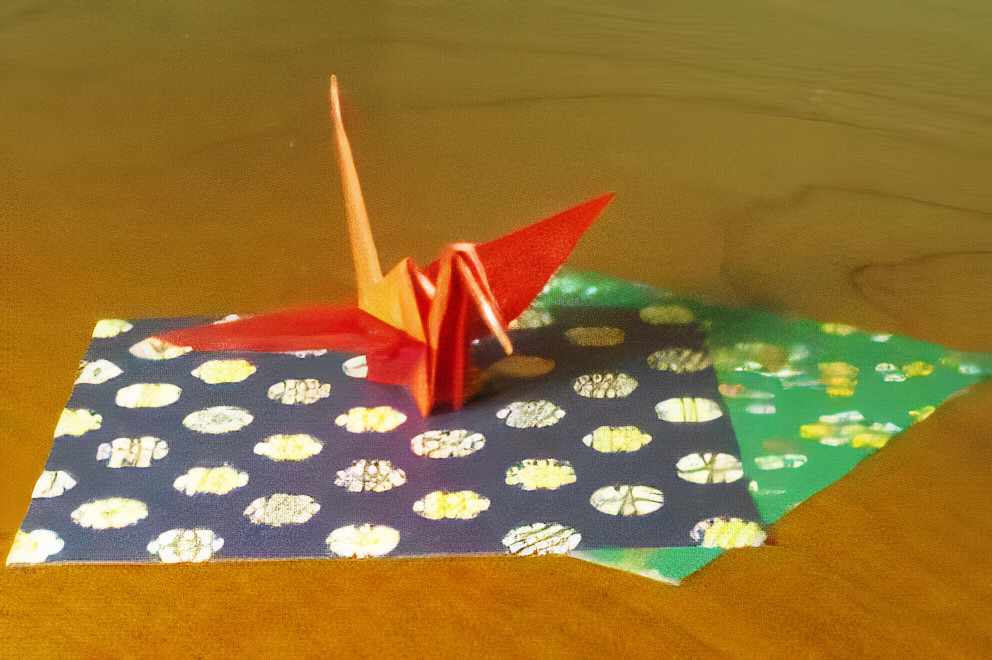
Традиційний журавлик й аркуші паперу такого самого розміру, як й аркуш, з якого був складений журавлик

Орига́мі (оріґамі, яп. 折り紙 орі — «складати», камі — «папір», тобто «складений папір») — мистецтво складання паперу. Метою цього мистецтва є створення витворів шляхом використання схеми геометричних згинів і складок. Термін оригамі належить до всіх типів складання паперу, а не тільки японських зразків.
В оригамі використовуються небагато різних згинів, але вони можуть бути скомбіновані багатьма способами й утворювати дуже складні фігури. Зазвичай фігури оригамі складають без розрізів з квадратного аркуша, сторони якого можуть бути різних кольорів. Усупереч найпоширенішій версії, у традиційному японському оригамі, що сягає ери Едо (1603–1867), цих правил суворо не дотримувались і часто аркуші розрізали (кіригамі 切り紙) або фігури складали не з квадратного аркуша, а з прямокутного, круглого, трикутного тощо.

## Історія

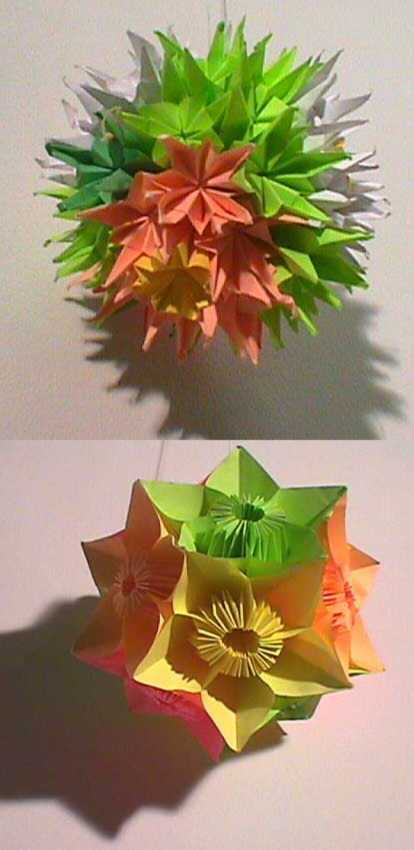
Кусудама — приклад модульного оригамі

Хоча щодо походження оригамі є деякі розбіжності, але напевно можна сказати, що розвинулось оригамі саме в Японії. Спочатку це була забавка переважно для дітей, доки Йосідзава Акіра не додав нові технології, такі як мокре складання та система зображення отримання фігур, що дістала назву система Йосідзави-Рендлета. З 1960-х мистецтво оригамі почало активно поширюватись у всьому світі, з'явилися такі напрями, як модульне оригамі, кірикомі, чисте оригамі. Найбільшим оригамі вважається кораблик з паперу, схема якого створена московськими майстрами на виставку канцелярії. Він витримує вагу декількох осіб.

## Папір та інші матеріали
Хоча для складання може використовуватись будь-який листовий матеріал, але вибір матеріалу, дуже впливає на складання й остаточний вигляд моделі. Звичайний копіювальний папір з густиною 70—90 г/м² може використовуватись для простих моделей, таких як журавлик або водяна бомбочка. Важчий папір, з густиною більш як 100 г/м² зазвичай використовується за технологією мокрого складання. Ця технологія дає змогу створювати округлі моделі, що стають твердими й міцними, коли висохнуть.
Спеціальний папір для оригамі, що має назву камі, продається розфасований квадратами різного розміру від 2,5 см до 25 см та більший. Зазвичай такий папір має білу та кольорову сторони. Але також використовується папір, що з обох сторін кольоровий або візерунковий. Зазвичай папір для оригамі має густину менше, ніж копіювальний папір, що дає можливість створювати складніші моделі.

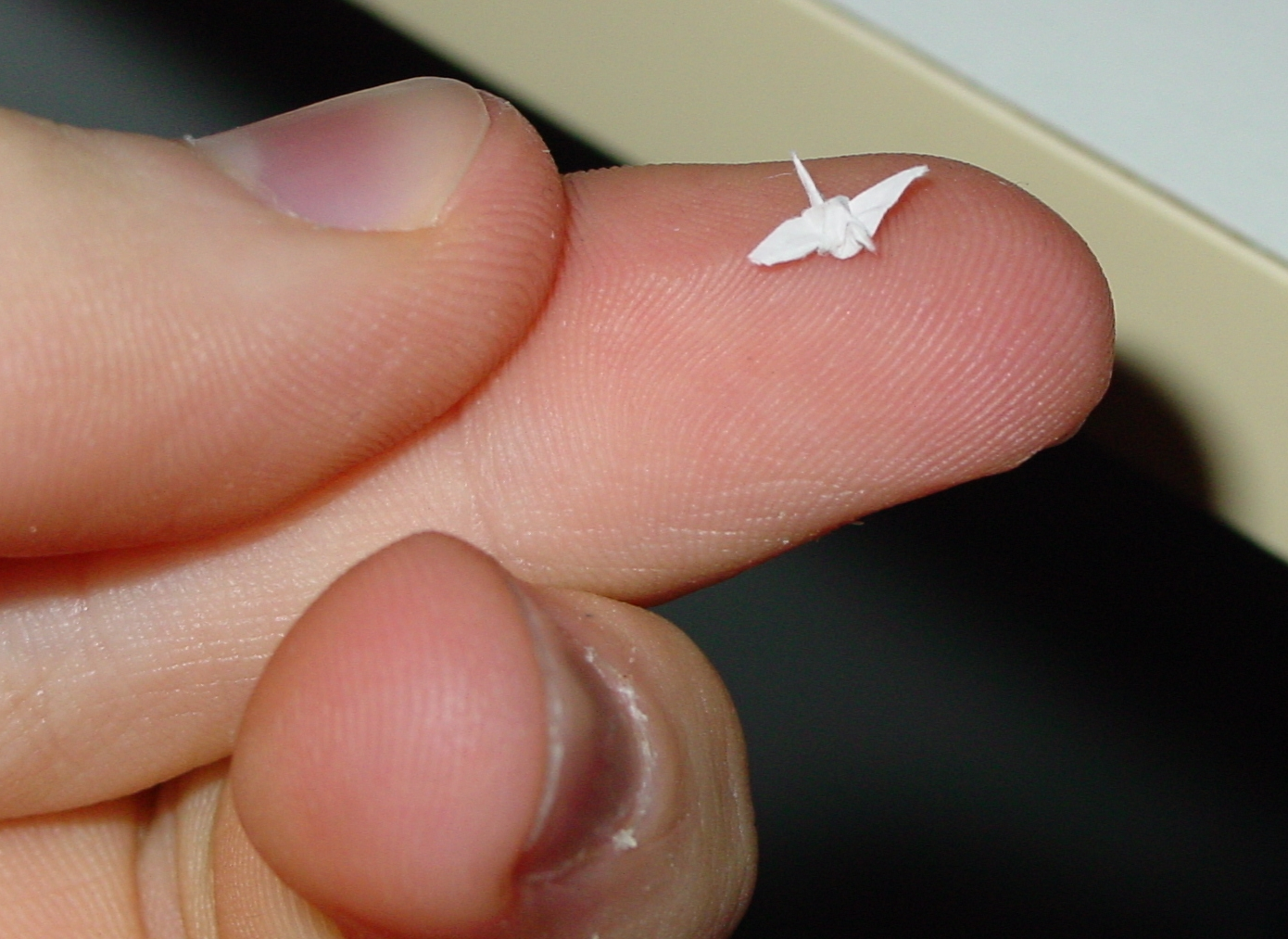
Деякі люди складають, як виклик, найменші мініатюрні оригамки

Для складних моделей в оригамі використовують фольгований папір — склеєні між собою дуже тонкі аркуші фольги й паперу. Також беруть фольговану тканину — склеєні тонкі аркуші кухонної алюмінієвої фольги й тканини. Використовують навіть «сандвіч» з шарами тканина/фольга/тканина.
Специфічні види паперу, такі як анрю, локта, ханзі, ґампі, козо, саа мають довгі волокна і зазвичай дуже міцні. Оскільки такий папір насамперед повинен бути гнучким, його часто вкривають або ґрунтують метилцелюлозою або пшеничною пастою. Цей папір надзвичайно тонкий, а тому дає змогу робити найменші згини, наприклад, такі як у кінцівках моделей комах.

## Умовні позначення
В оригамі використовується єдина система універсальних знаків, що дозволяє записати процес складання будь-якої моделі у вигляді серії креслень. Вона була придумана лише в середині XX століття відомим японським майстром оригамі Акірою Йосідзавою і дозволила оригамі поширитися по всьому світу.
| Згин долиною, лінія згину долиною.                      |  | Згин горою, лінія згину горою.                          |  |
| Перегнути долиною.                                      |  | Перегнути горою, існуюча лінія.                         |  |
| Складка-блискавка (комбінація згинів долиною та горою). |  | Поєднати зазначені точки.                               |  |
| Перевернути фігуру, невидима лінія.                     |  | Повернути фігуру в одній площині.                       |  |
| Тягнути, тягти.                                         |  | Подвійна складка-блискавка (всередину).                 |  |
| Подвійна складка-блискавка (назовні).                   |  | Розкрити (звичайна кишеня).                             |  |
| Увігнути всередину.                                     |  | Вигнути назовні.                                        |  |
| Увігнути всередину, втопити.                            |  | Повторити дію (збоку або ззаду) один, два або три рази. |  |
| Рівні кути.                                             |  | Рівні частини.                                          |  |
| Надути.                                                 |  | Завернути.                                              |  |
| Збільшення зображення.                                  |  |                                                         |  |

## Математика в оригамі

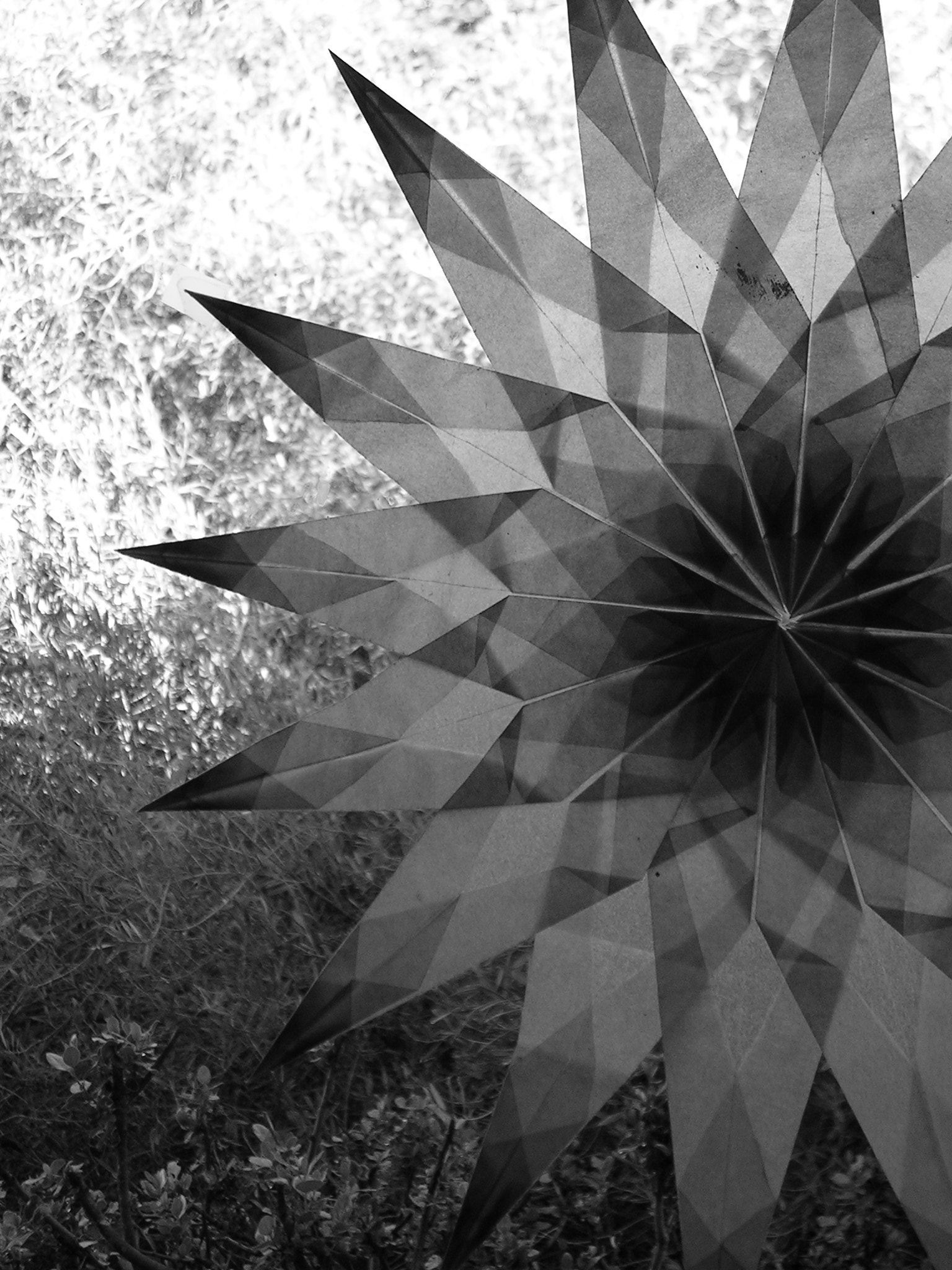
Приклад паперової зірки, що не відповідає класичним стандартам оригамі, оскільки зірка зібрана з кількох аркушів паперу.

Практика й вивчення оригамі стосуються деяких областей математики. Наприклад, проблема плаского згину (чи можливо зразок складки зігнути у двовимірну модель) була об'єктом серйозного математичного дослідження.
Що важливо, папір показує нульову Ґаусову кривину в усіх точках поверхні й тільки згини являють собою лінії нульової кривини. Але кривина вздовж поверхні незігнутої складки на мокрому папері або складки нігтем — не задовольняє цій умові.
Те, що складання пласкої моделі зі зразка складки є NP-повним, довели Маршал Берн і Баррі Хайєс. 
Проблема твердого оригамі має деяке практичне значення. Вона формулюється так — якщо ми замінимо папір листом металу і будемо використовувати стрижні замість ліній складок, то чи зможемо отримати відповідну модель? Прикладом розв'язання цієї проблеми є тверді згини мапи Міури, що використовують для розгортання масивів сонячних батарей для космічних супутників.

## Технічне оригамі
Технічне оригамі, що також має назву оригамі секкеї, — це розділ, що розвивався пліч-о-пліч з математичним оригамі. Від перших днів розвитку оригамі розробка нових моделей відбувалася завдяки методу проб і помилок, удачі та інтуїції. Однак з розвитком математики оригамі з'явилася можливість задавати основну структуру моделі ще до того, як буде зроблено перший згин. Цей метод створення моделей був розроблений Робертом Ленґом, Мегуро Тосіюкі та іншими, і дає можливість створювати надзвичайно складні моделі з великою кількістю деталей, такі, наприклад, як багатоніжки, фігурки людини з усіма пальцями рук і ніг тощо.
Нині є два основних методи отримання моделей — це послідовний ряд діаграм, перетворення в яких записані в системі Йосідзави-Рендлета та схема складок (англ. Crease Pattern). По суті схема складок — це сукупність складок, що необхідна для формування вже готової моделі. Цей метод останніми роками набуває дедалі більшої популярності, частково тому, що є певний виклик у тому, щоб зібрати фігуру зі схеми складок (а це не так просто), частково тому, що це єдиний ресурс для складання моделі, оскільки автор не вказав послідовність діаграм.

## Програмне забезпечення для оригамі
Є кілька комп'ютерних програм для проєктування фігур оригамі.
Origami Editor 3D — вільне програмне забезпечення написане на мові JAVA

## Галерея

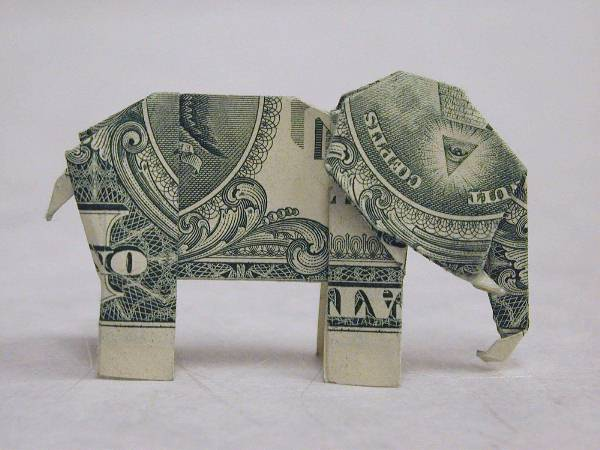
Оригамі слона, виготовлене з долара
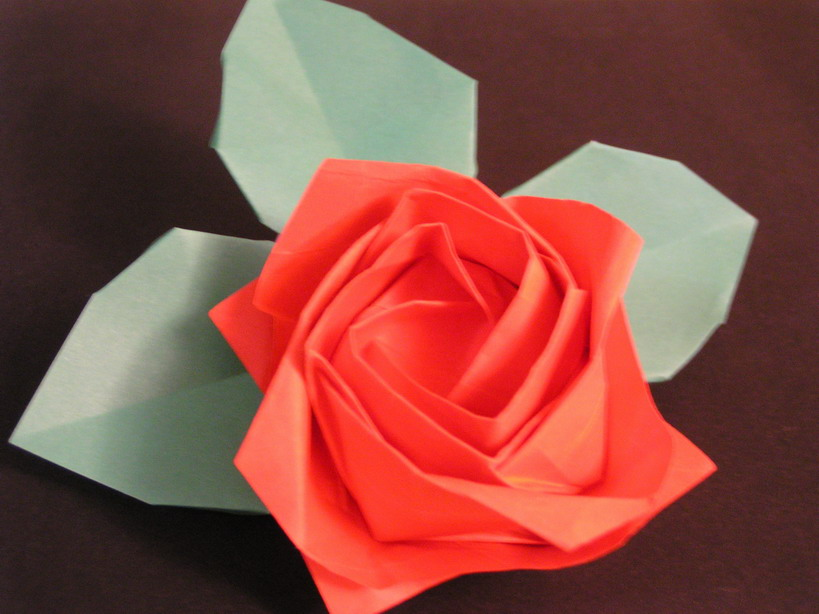
Троянда Кавасакі — з двох частин.
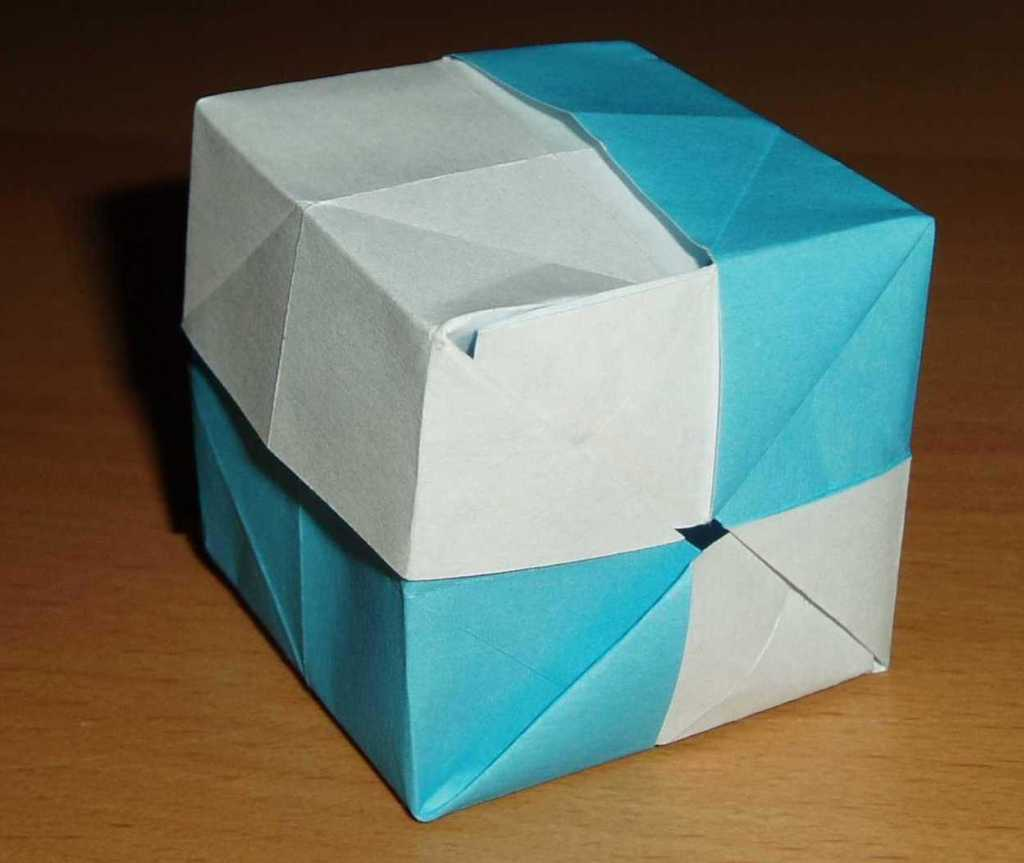
Куб Кавасакі
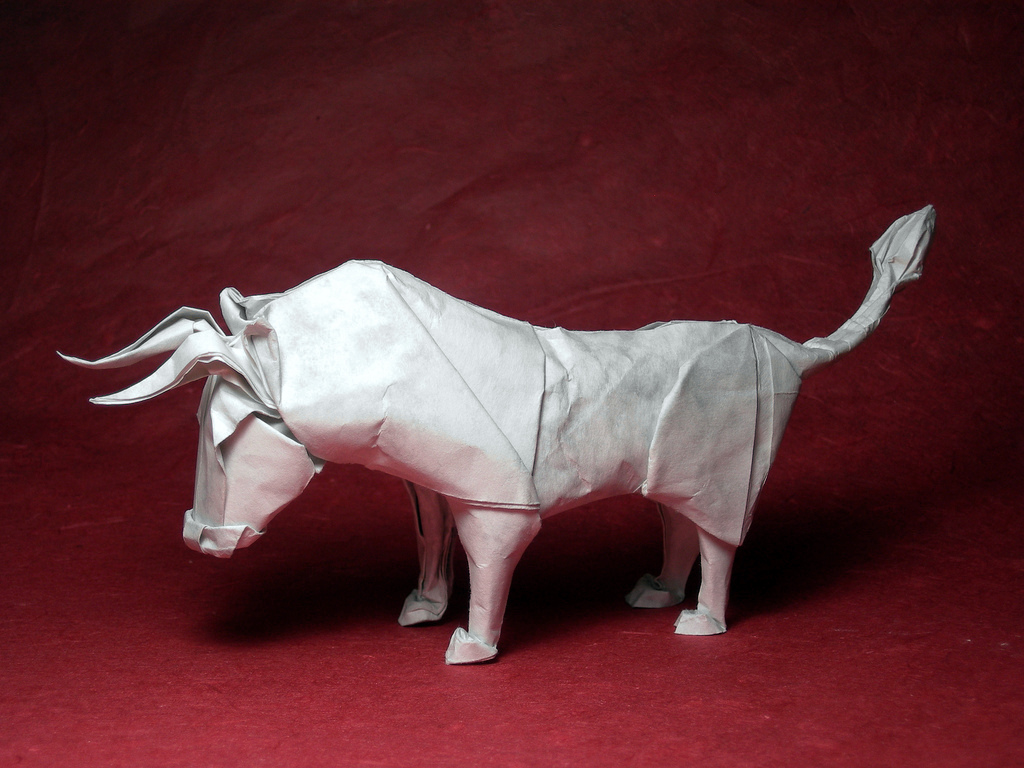
Бик, створений німцем Штефаном Вебером мокрим способом.
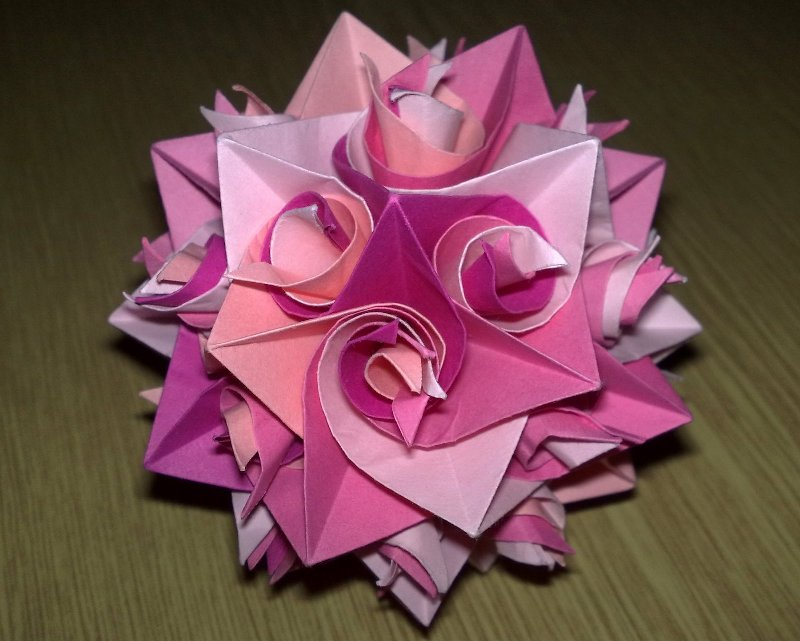
Квіткова куля — кусудама
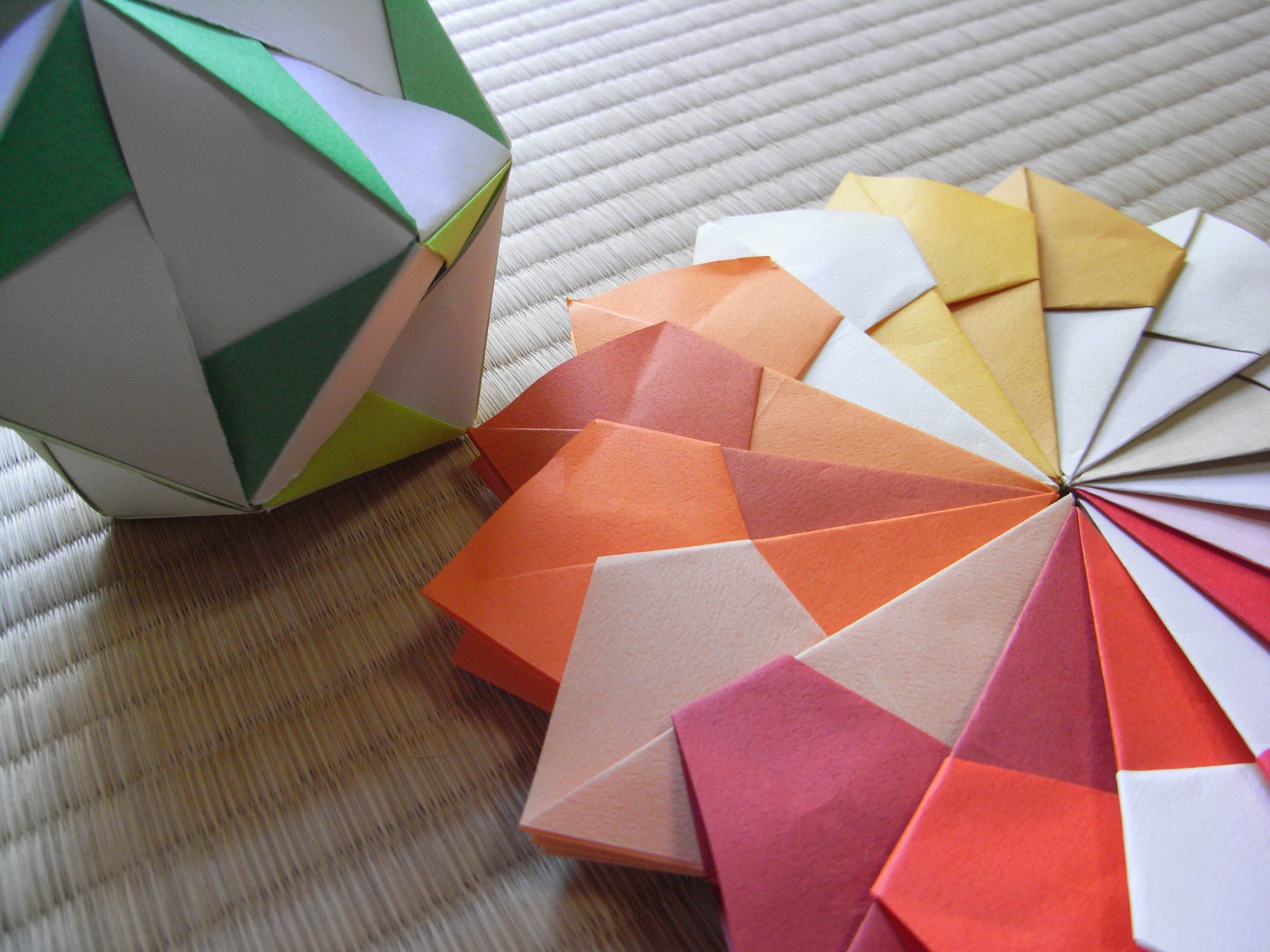
Два приклади модульних оригамі
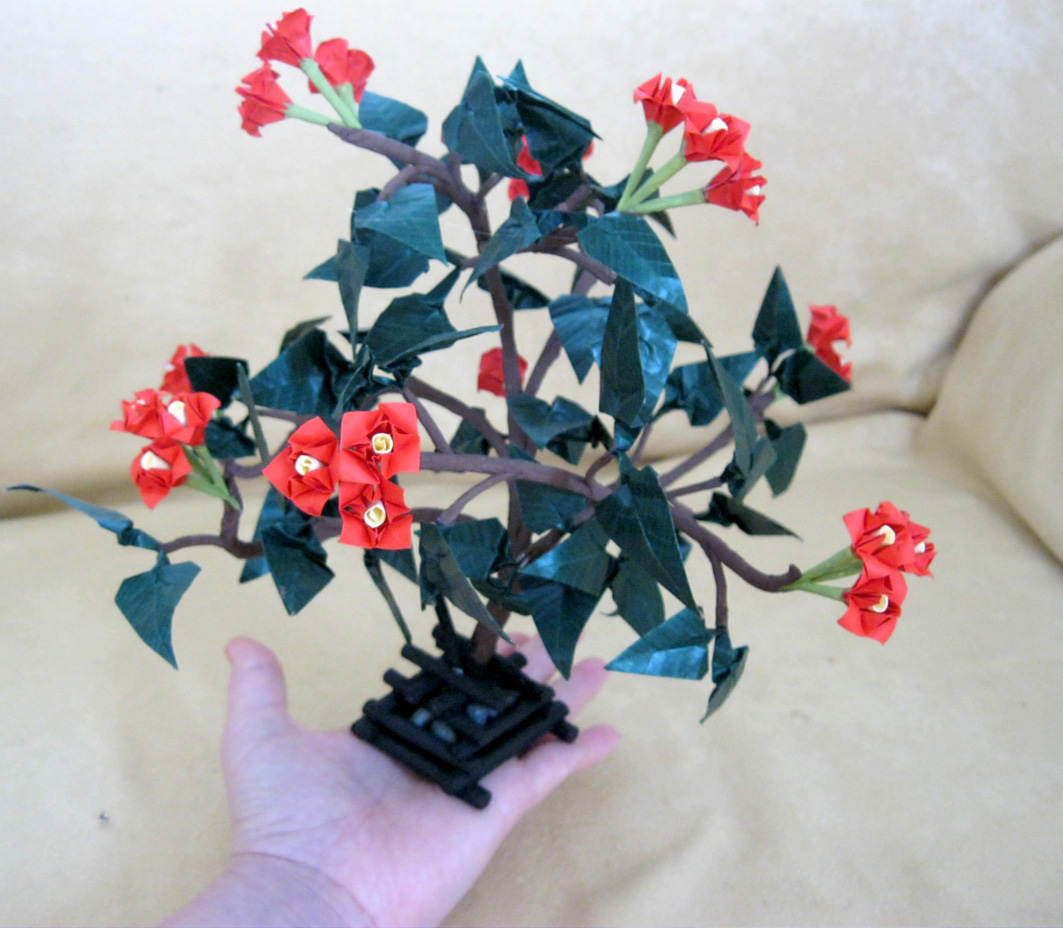
Бонсай
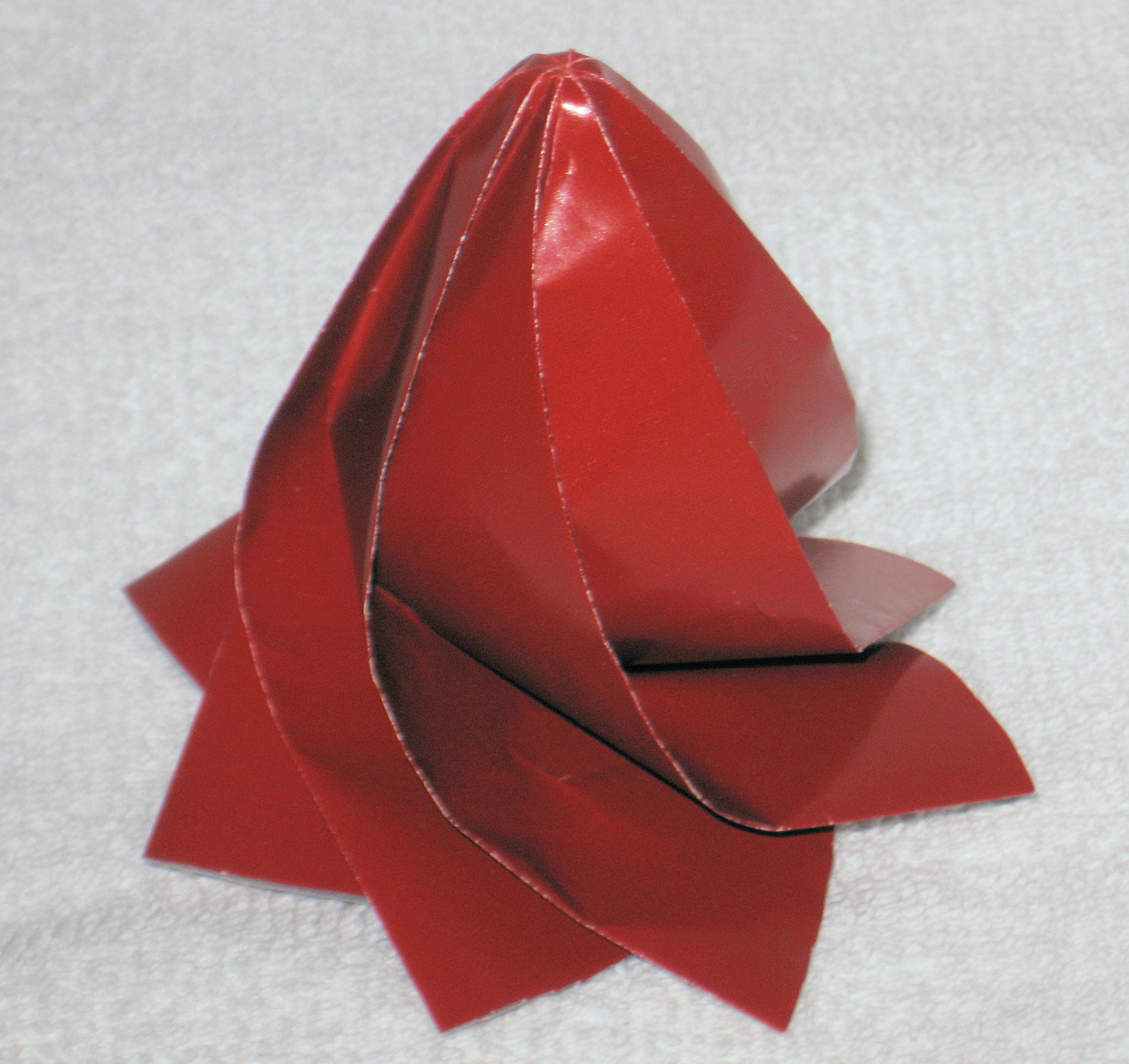
Приклад скрученої складки (автор Філіп Чапман-Белл).

## Джерело
- Афонькин С. Ю., Афонькина Е. Ю. Всё об оригами. — СПб: ООО «СЗКЭО „Кристалл“», 2004. — 272 с., ил. ISBN 5-9603-0005-2 (рос.)